# 895년

## 연호
- 당(唐) 건녕(乾寧) 2년
- 일본(日本) 간표(寛平) 7년

## 기년
- 당(唐) 소종(昭宗) 7년
- 신라(新羅) 진성여왕(眞聖女王) 9년
- 발해(渤海) 대위해(大瑋瑎) 2년
- 후백제(後百濟) 견훤(甄萱) 4년
- 태봉(泰封) 궁예(弓裔) 원년

## 사건
- 궁예가 철원을 점령.